# Landtag della Turingia
Il Landtag della Turingia (Dieta statale della Turingia, in tedesco: Thüringer Landtag) è l'assemblea legislativa monocamerale dello stato tedesco della Turingia, composta da 90 membri. La sede del parlamento è a Erfurt.